# Grzybówka borowa

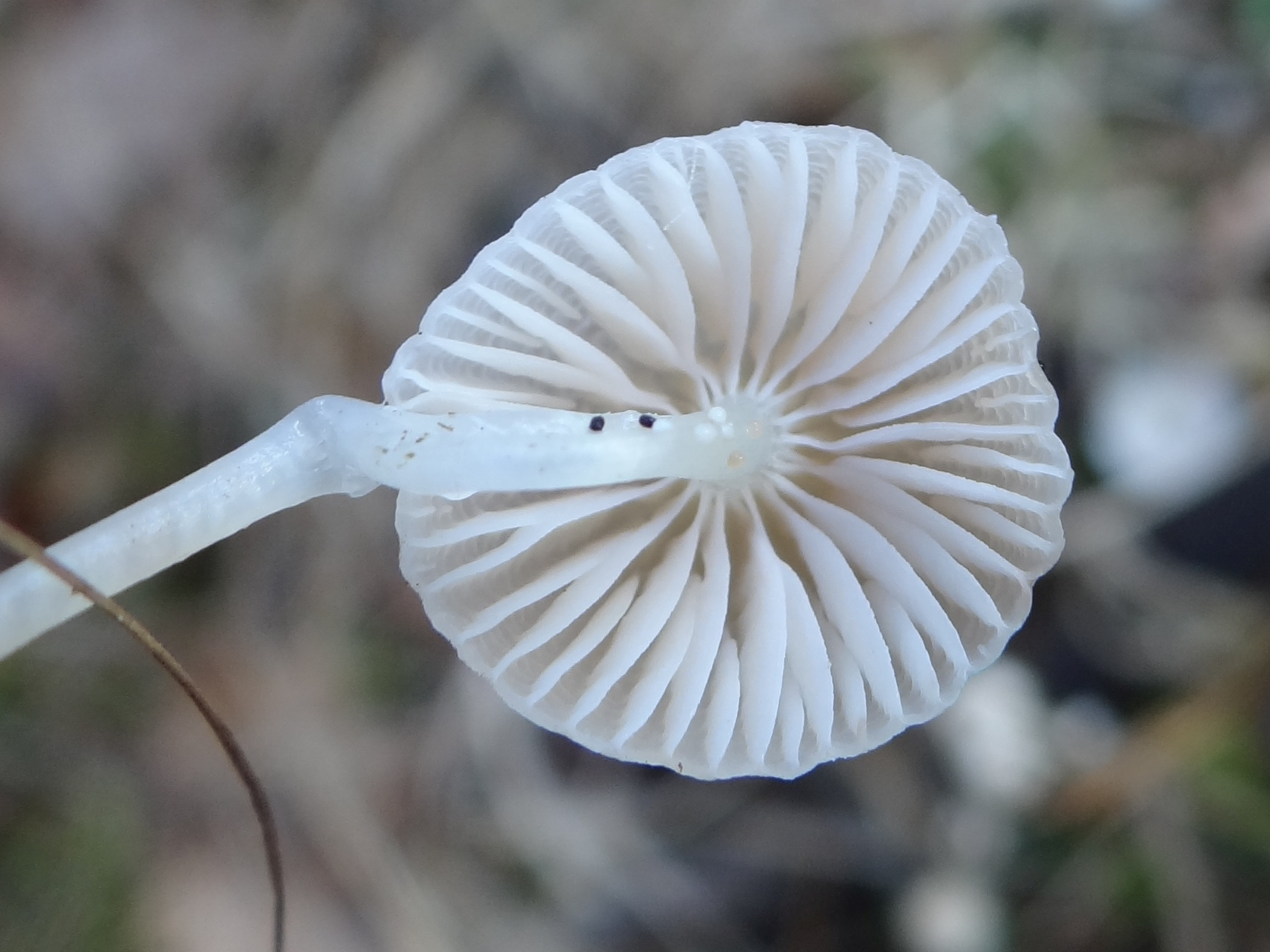

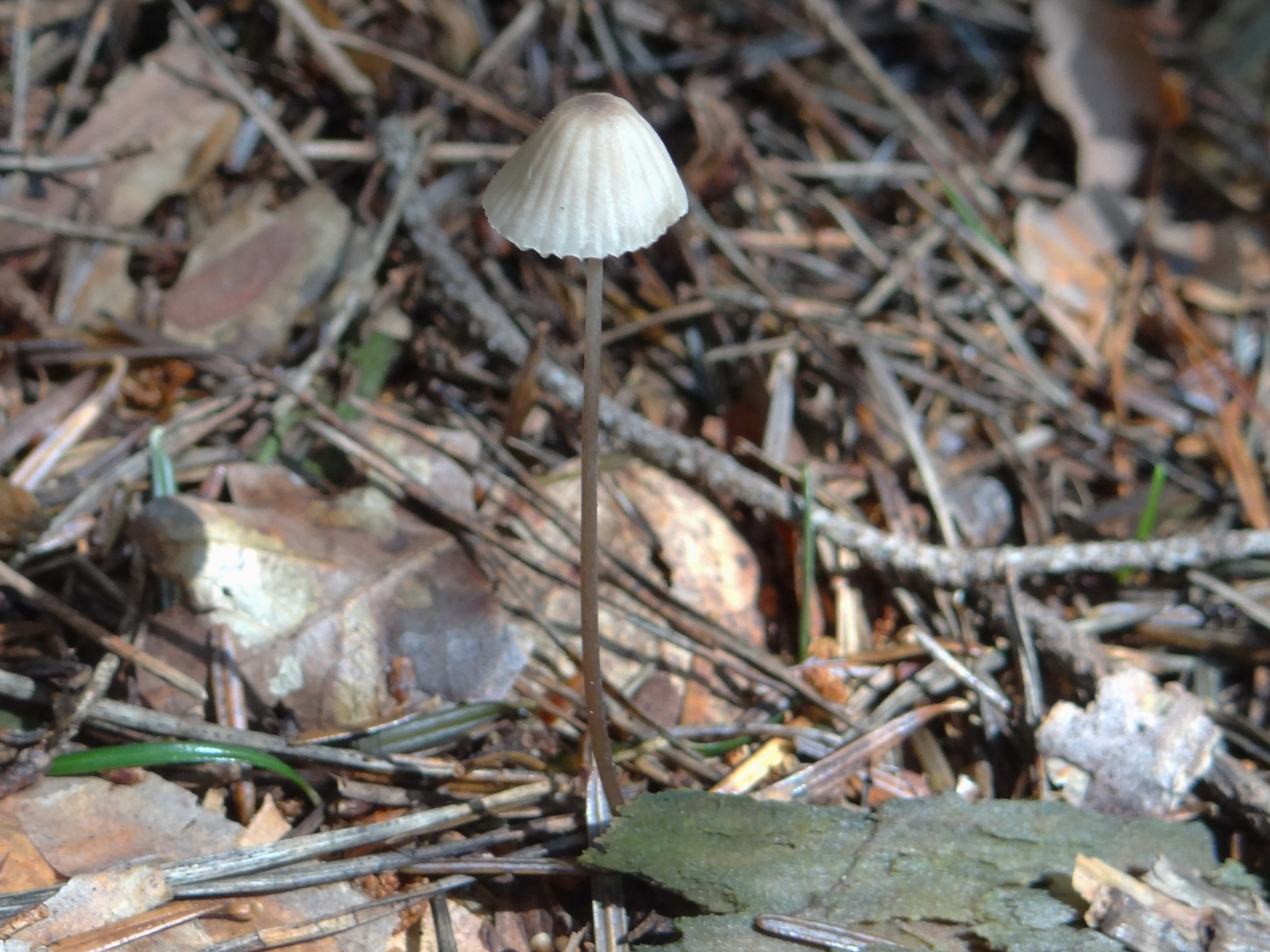

Grzybówka borowa (Mycena metata (Secr. ex Fr.) P. Kumm.) – gatunek grzybów z rodziny grzybówkowatych (Mycenaceae).

## Systematyka i nazewnictwo
Pozycja w klasyfikacji według Index Fungorum: Mycena, Mycenaceae, Agaricales, Agaricomycetidae, Agaricomycetes, Agaricomycotina, Basidiomycota, Fungi.
Po raz pierwszy takson ten zdiagnozowali w 1821 r. Louis Secretan i Fries nadając mu nazwę Agaricus metatus. Obecną, uznaną przez Index Fungorum nazwę nadał mu w 1871 r. P. Kumm., przenosząc go do rodzaju Mycena. Niektóre synonimy nazwy naukowej:

- Agaricus collariatus Fr. 1818
- Agaricus laevigatus Pers. 1801
- Agaricus metatus Secr. ex Fr. 1821
- Agaricus plicosus (Fr.) Fr. 1838
- Mycena collariata Quél. 1872
- Mycena filopes var. metata (Secr. ex Fr.) Arnolds 1982
- Mycena metata (Secr. ex Fr.) P. Kumm. 1871 var. metata
- Mycena metata var. microspora Métrod 1949
- Mycena plicosa (Fr.) P. Kumm. 1871
- Mycena plicosa (Fr.) P. Kumm. 1871 var. plicosa

Nazwę polską zaproponował Władysław Wojewoda w 2003 r., w 1987 r. Maria Lisiewska opisywała ten gatunek pod nazwą grzybówka wiotka. 

## Morfologia
Kapelusz
Średnica 1–1,5 cm, wysokość ok. 1 cm. Kształt stożkowaty z zaokrąglonym garbem. Powierzchnia gładka, sucha, matowa, o barwie beżowej lub oliwkowobeżowej z różowym odcieniem. Szczyt kapelusza jest ciemniejszy – jasnobrązowy lub ochrowobrązowy. Brzeg prosty, równy i prążkowany do połowy wysokości kapelusza. Jest higrofaniczny. 
Blaszki
Cienkie, wąskie (mają ok. 1 mm szerokości),  dość rzadkie i nieco zatokowato wycięte. Barwa beżoworóżowe, u młodych owocników bledsza, u starszych ciemniejsza.
Trzon
Wysokość 4–6 mm, grubość 1 mm, rurkowaty, prosty, równogruby i dość elastyczny. Powierzchnia gładka błyszcząca, o złocistożółtej barwie, u podstawy z szarawym odcieniemm. Podstawa pokryta krótkimi, rzadkimi włoskami.
Miąższ
Bardzo cienki, dość elastyczny. Barwa beżowa, smak nieco kwaskowaty, zapach słaby, podobny do chloru.
Cechy mikroskopowe
Wysyp zarodników białawy. Zarodniki elipsoidalne, rzadziej kuliste, amyloidalne, gładkie, pokryte nielicznymi brodawkami. Rozmiar 6–7 × 3–4–6 μm. Podstawki z 2 lub 4 sterygmami. Gruszkowate cystydy są gęsto pokryte krótkimi i kolczastymi szczecinkami.

## Występowanie i siedlisko
Występuje w Europie, Ameryce Północnej i Nowej Zelandii. W polskim piśmiennictwie mykologicznym opisana na wielu stanowiskach. 
Spotykana w lasach liściastych i iglastych. Rozwija się zwłaszcza na murszejącym drewnie drzew iglastych, szczególnie jodły i świerka, na opadłym igliwiu, resztkach drzewa, wśród mchów i traw. Owocniki wytwarza od września do listopada. Saprotrof.

## Gatunki podobne
Niemal identyczna jest grzybówka nitkowatotrzonowa (Mycena filopes), ale odróżnia ją brak różowawego przebarwienia blaszek, srebrzysty połysk i silniejsze prążkowanie kapelusza oraz zapach jodoformu.